# Холерні бунти на Закарпатті
Холе́рні бу́нти — виступи селян на Закарпатті у 1810–1815 рр. та 1831 році, пов'язані з епідемією холери та голодом.
У 4 округах Закарпаття холера і голод за три місяці забрала близько 56 тисяч осіб. Австрійська адміністрація запровадила карантин, а в окремих комітатах був введений надзвичайний стан. Австрійською владою проводилися дезінфекція колодязів, заборонялося хоронити померлих з великими процесіями. Серед селян стали ширитися чутки про те, що колодязі немовбито отруюються спеціальними загонами, які займаються їх дезінфекцією хлорним вапном.
Збурені селяни почали розправлятися із представниками австрійської влади, поміщиками, лісничими, переставали виконувати різні повинності. Приводом до початку повстань стали подібні виступи у Східній Словаччині. Виступи селянства посилювалися із розповсюдженням чуток про те, що російська армія має намір прийти визволити Закарпаття від поневолення, оскільки образ Російської імперії для закарпатських українців пов'язувався із національно-визвольним рухом.
Найбільші масові заворушення охопили селян Ужанської та Березької жуп. Значним було також повстання селян 44 сіл Нижньоверецького ключа Мукачево-Чинадіївської домінії 1836.
Крім селянства, у повстаннях брали участь також польські емігранти, учасники польського повстання, які підтримували Угорщину у її прагненнях до відокремлення від Австрії, опозиційному настрої австрійській владі. Зокрема у маєтку графа Баркоці влітку 1831 року жив Дембовський, який брав участь у польському повстанні та у заворушеннях на Закарпатті.
У зв'язку з епідемією холери селянам Закарпаття забороняли виїжджати в Угорщину на заробітки, що загострювало ситуацію і посилювало голод. Зв'язки з Галичиною і підросійською Україною сприяли постачанню хліба в ті райони Закарпаття, де люди страждали від голоду і холери.
Австрійський уряд закликав повстанців до покори, обіцяючи амністію. Коли ці заклики не допомогли і каральні війська почали жорстоко розправлятися з повстанцями (відбувалися масові вбивства), то імператор, щоб запобігти новим виступам, вирішив припинити криваву розправу. Народні виступи 1831 р. змусили мадярську владну еліту піти на деяку лібералізацію становища селянства. 